# Ecología de comunidades
La ecología de comunidades es la parte de la Ecología que busca comprender la manera en la que se distribuyen conjuntos de especies en la naturaleza, y los modos en los que estos agrupamientos están influenciados por su ambiente abiótico y por las interacciones entre las poblaciones de especies. Una comunidad biológica, también conocida como biocenosis, es un conjunto de poblaciones de diferentes especies que comparten un lugar común en el espacio llamado hábitat. El parámetro macroscópico característico de una comunidad biológica es la diversidad, obtenida a partir de la Teoría de la información. La diversidad calculada con un índice matemático tiene dos componentes: la riqueza (S), que es el número de especies, y la equitatividad, que es el grado en el que las diferentes especies son similares en cuanto a su abundancia. Así, una comunidad con cuatro especies tendrá una riqueza de S=4 y si todas tienen una abundancia relativa del 25% la equitatividad será del 100%.